# APAスタイル
APAスタイル（英: APA style）は学術論文などのアカデミックな分野の文書に使われる書式。アメリカ心理学会 (APA) のスタイルガイドである『APA論文作成マニュアル (Publication Manual of the American Psychological Association)』で規定されている。

## 概要
APAスタイルは1954年に出版されたPsychological Bulletinの60ページの付録であった。APAはこのガイドラインを社会および行動科学分野における読解をサポートするために開発したとしており、コミュニケーションの明確化および、差別的、偏見的な用語の使用を抑えるとしている。APAスタイルは準拠したものも含めて科学論文や学術研究機関でのテキストなど広く利用されている。AMAスタイル(米国医師会)やCSEスタイル (科学編集者会議)とともに主要なスタイルマニュアルの一つである。「特に指定が無い場合はAPAスタイルに従ってください」などのように、いくつか固有のガイドを設定しつつも、AMAやAPA、CSEといったマニュアルを下敷きにしている出版物も多い。
科学に関する情報が複雑化していくのに応じて、改訂版が1974年、1983年、1994年、2001年、2009年に発行されている。参考文献を簡潔に記述できることでよく知られており、またAPAマニュアルは語彙選択についても基準を設定している。特に影響力の大きかったものは「Guidelines for Nonsexist Language in APA Journals, (APAジャーナルにおける非性差別用語のガイドライン)」であり、1974年版の補遺として初めて世に出た。このガイドラインでは性差別的用語をどのように置き換えるかが提示されている。差別的用語を減らすためのガイドラインは年々更新されており、人種、民族、年齢、性別、性的志向、障害について記されている。